# We Are Born
We Are Born er det femte studiealbum fra Sia Furler. Det blev udgivet den 18. juni 2010. Albummet er mere optimistisk end hendes tidligere arbejde, som hun til dels tilskriver hendes forhold til JD Samson samt hendes barndom påvirket af Cyndi Lauper og Madonna. Albummet blev produceret af Greg Kurstin og med guitar spillet af The Strokes' guitarist Nick Valensi.
Albummets første single, "You've Changed" blev udgivet i december 2009, og den anden,"Clap Your Hands", i april 2010. We Are Born debuterede som nummer 2 på den australske hitliste og var Sias første top 10 udgivelse i sit hjemland. Albummet vandt Best Pop Release og Best Independent Release ved ARIA Music Awards i 2010. Albummet modtog Guld akkreditering ved den australske ARIA hitliste i 2011.

## Kritisk modtagelse
We Are Born blev modtaget med generelt gode anmeldelser med en score på 68 på Metacritic baseret på 14 anmeldelser. Entertainment Weekly sagde: "på We Are Born udforskes der mere koffeinholdige veje...Det er festmusik med et hjerte." Slant Magazine sagde: "Mens We Are Born kan ikke være så umiddelbar eller særprægede en erklæring som sin forgænger, er det i sidste ende meget lidt, der ikke virker."
Albummet blev nomineret til en J Award den 26. juli 2010.
Til ARIA Music Awards i 2010 blev albummet nomineret til Årets Album, Bedste Pop Frigivelse og Bedste Uafhængige Udgivelse. "Clap Your Hands" blev nomineret til Single of the Year. Kris Moyes vandt bedste videoer for Sias video til "Clap Your Hands".
Sia og Samuel Dixon blev nomineret til Song of the Year ved APRA Music Awardsi 2011 for singlen "Clap Your Hands".

## Hitlister
We Are Born debuterede som nummer 2 på australske albumhitliste bag Eminems Recovery, som nummer 37 på den amerikanske Billboard 200 albumhitliste, som nummer 9 på den græske internationale albumhitliste, nummer 7 på den hollandsk albumhitliste, nummer 38 i Schweiz, nummer 78 i Belgien, nummer 14 i Danmark, nummer 24 i Finland, nummer 73 i Tyskland og nummer 60 i Canada. Albummet debuterede også som #74 på UK Albums Chart i ugen der sluttede den 3. oktober 2010, hvilket gør det til hendes første album, som når top 100 der.
Albummet modtog Guld akkreditering for overførsel af 35.000 eksemplarer i den australske ARIA Charts i 2011.

## Trackliste
| #   | Titel                               | Sangskriver(e)                | Længde |
| --- | ----------------------------------- | ----------------------------- | ------ |
| 1.  | "The Fight"                         | Sia Furler, Dan Carey         | 3:39   |
| 2.  | "Clap Your Hands"                   | Sia, Samuel Dixon             | 3:58   |
| 3.  | "Stop Trying"                       | Sia, Greg Kurstin             | 2:40   |
| 4.  | "You've Changed"                    | Sia, Lauren Flax              | 3:11   |
| 5.  | "Be Good to Me"                     | Sia, Jesse Graham, Simon Katz | 3:57   |
| 6.  | "Bring Night"                       | Sia, Kurstin                  | 2:57   |
| 7.  | "Hurting Me Now"                    | Sia, Kurstin                  | 3:26   |
| 8.  | "Never Gonna Leave Me"              | Sia, Kurstin                  | 3:34   |
| 9.  | "Cloud"                             | Sia, Dixon                    | 3:43   |
| 10. | "I'm in Here"                       | Sia, Dixon                    | 3:41   |
| 11. | "The Co-Dependent"                  | Sia, Kurstin                  | 2:55   |
| 12. | "Big Girl Little Girl"              | Sia, Henry Binns              | 4:18   |
| 13. | "Oh Father"                         | Madonna, Patrick Leonard      | 4:29   |
| 14. | "I'm in Here" (Piano/Vocal Version) | Sia, Dixon                    | 3:47   |

| 15. | "Hold Me Down" | 4:22 |